# جشن تولد

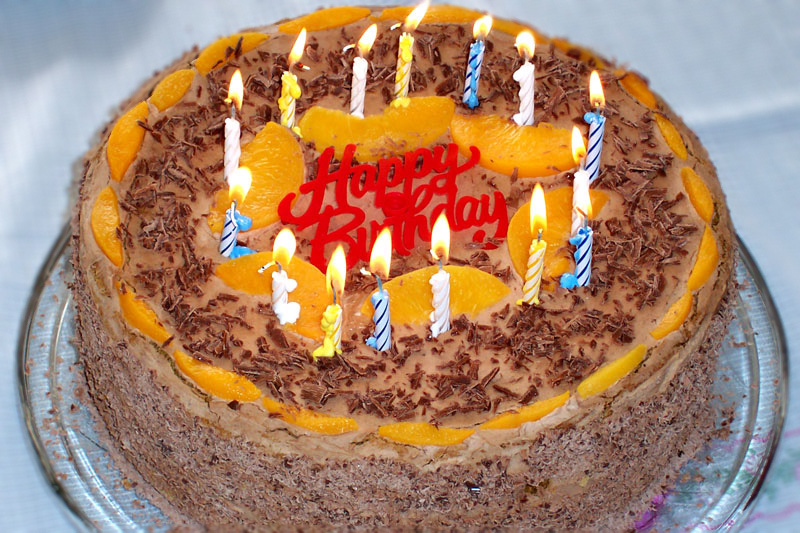
کیک تولد

جشن تولد یا جشن زادروز جشنی است که در سالروز تولد هر فرد برگزار می‌شود.

## تاریخچهٔ جشن زادروز (تولد)
ایرانیان نخستین مردمان جهان بودند که زادروز را جشن می‌گرفتند. هرودوت مورخ یونانی هم‌دوره با هخامنشیان در کتاب تواریخ خود می‌نویسد: «در میان همهٔ روزهای سال، روزی که بیش از همه توسط ایرانیان جشن گرفته می‌شود، زادروز آنان است.»

## مراحل و چگونگی برگزاری
کیک تولد از اجزای مراسم تولد محسوب می‌شود. گاهی در تزئین کیک خطاب به کسی که تولد اوست تولدش را تبریک می‌گویند یا با استفاده از همان مواد کیک، پیام تبریک را روی آن می‌نویسند. روی کیک شمعی عددی یا تعدادی شمع معادل سن گذراندهٔ شخص در روز تولد می‌گذارند. به‌طور مثال، روی کیک کودکی پس از اتمام یک سالگی‌اش، شمع عدد یک یا یک شمع به صورت نمادین می‌گذارند که فوت کردن شمع، نشان از اتمام یک سالگی کودک است. معمول است شخص در هنگام فوت کردن شمع‌های جشن تولدش نیز آرزویی کند. یکی از دلایل برگزاری جشن تولد، نشان دادن ورود فرد به مرحله جدیدی از زندگی است. فوت کردن شمع سال‌های گذشته و آرزو کردن برای آینده قبل از فوت کردن در همین راستا است. همچنین در بسیاری از موارد در جشن تولد خاطرات و موفقیت‌های سال گذشته یادآوری می‌شود. جشن تولدهای یک سالگی و ۱۸ سالگی از جمله جشن تولدهایی هستند که بر ورود به مرحله جدید زندگی تأکید ویژه‌ای دارند.

## روان‌شناسی جشن تولد
بسیاری از روانشناسان بر اثرات مثبت جشن تولد بر رفتار و آینده کودکان اعتقاد دارند. همچنین ایشان بر این باور هستند که جشن تولد برای کودکان زیر چهار سال معنای زیادی ندارد و پس از حدود ۴ سالگی اهمیت ویژه‌ای پیدا می‌کند.

## هدیه تولد
هدیه (به عربی: هدیه) یا کادو (به فرانسوی: کادو) یا پیشکش (به فارسی: پیشکش) شی یا وسیله ای است که در جشن زادروز شخص به او می‌بخشند. هدیه روز تولد با توجه به سن و سال و جنسیت افراد می‌تواند متفاوت باشد. هدیه می‌تواند یک شاخه گل یا یک عروسک زیبا باشد.